# Nacer Chadli
Nacer Chadli (Liegi, 2 agosto 1989) è un calciatore belga con cittadinanza marocchina, centrocampista del SL16.

## Carriera

### Club

#### AGOVV Apeldoorn
Dopo le parentesi nelle giovanili dello Standard Liegi e del MVV, nell'estate del 2007 approda nell'AGOVV Apeldoorn, squadra della Eerste Divisie olandese (la seconda serie). Segna il suo primo gol da professionista nel match contro il Volendam.

#### Twente
Nell'estate 2010 approda nel Twente. Segna il primo gol in Eredivisie il 30 ottobre 2010 nella partita contro il PSV, terminata 1-0 per la squadra di Enschede. Il suo debutto in Champions League avviene il 14 settembre 2010, nel pareggio ottenuto dal Twente per 2-2 contro l'Inter, e segna il suo primo gol in questa competizione il 28 settembre successivo, nel match contro il Tottenham. Segnerà altre due reti contro il Werder Brema e ancora contro il Tottenham, chiudendo così la sua edizione della Champions League con tre reti. L'8 maggio 2011 vince la KNVB beker per 3-2 in rimonta contro l'Ajax dopo i tempi supplementari.

#### Tottenham Hotspur

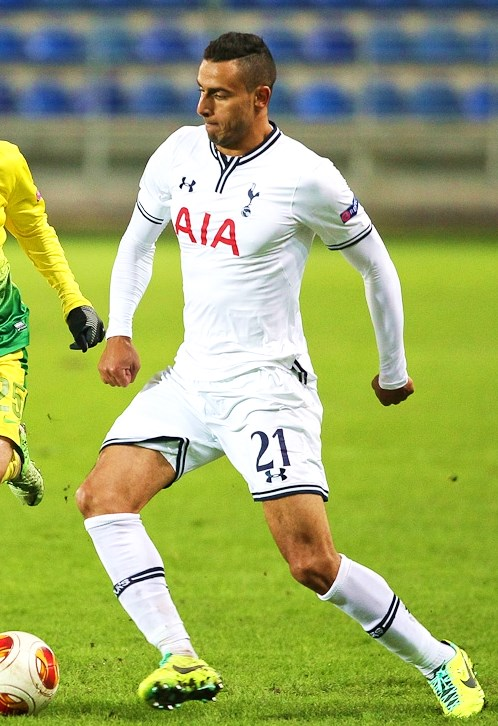
Chadli in azione con la maglia del Tottenham nel 2013.

Il 21 luglio 2013 Il Tottenham Hotspur ufficializza l'accettazione dell'offerta di 7 milioni di sterline presentata al Twente per l'acquisto del cartellino del giocatore. Il 23 luglio 2013, il club ha confermato che Chadli si è unito alla squadra per partecipare alle sessioni di allenamento, e il 26 luglio 2013 è diventato ufficialmente un giocatore degli Spurs. Ha debuttato con la nuova maglia nella partita amichevole contro il Monaco, persa per 2-5. Il 18 agosto 2013 debutta in Premier League, nella vittoria per 1-0 contro il Crystal Palace. Il 24 agosto 2014 realizza una doppietta nella partita contro il Queens Park Rangers (4-0).

#### West Bromwich Albion

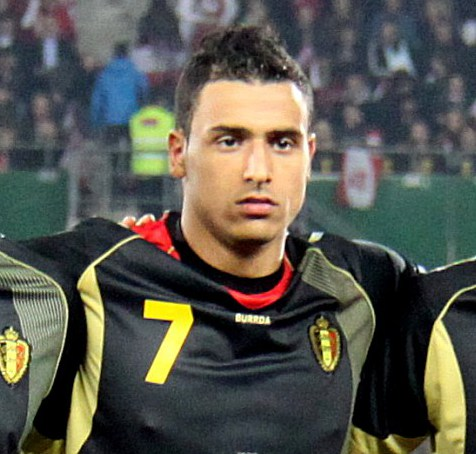
Nacer Chadli con la maglia della nazionale belga nel 2011.

Il 29 agosto 2016 viene acquistato per 15 milioni di euro dal West Bromwich Albion, con cui firma un contratto quadriennale.

#### Monaco
Il 30 agosto 2018 passa al Monaco per 10 milioni di euro, firmando un contratto triennale.

### Nazionale
La sua doppia nazionalità (sia belga che marocchina) gli permette di poter rappresentare una nazionale tra Belgio e Marocco. Il 28 gennaio 2011 annuncia la sua scelta di rappresentare il Belgio, dove debutta ufficialmente il 9 febbraio 2011 in amichevole a Gand giocando da titolare 59 minuti contro la Finlandia. Convocato per i Mondiali 2014, durante i quali scende in campo in quattro occasioni, e per i Mondiali 2018, in quest'ultima manifestazione segna il gol decisivo nella vittoria 3-2 contro il Giappone che permette ai Diavoli rossi di qualificarsi per i quarti di finale.

## Statistiche

### Presenze e reti nei club
Statistiche aggiornate all'8 aprile 2021.
| Stagione                   | Squadra                    | Campionato                 | Campionato | Campionato | Coppe nazionali | Coppe nazionali | Coppe nazionali | Coppe continentali | Coppe continentali | Coppe continentali | Altre coppe | Altre coppe | Altre coppe | Totale | Totale |
| Stagione                   | Squadra                    | Comp                       | Pres       | Reti       | Comp            | Pres            | Reti            | Comp               | Pres               | Reti               | Comp        | Pres        | Reti        | Pres   | Reti   |
| -------------------------- | -------------------------- | -------------------------- | ---------- | ---------- | --------------- | --------------- | --------------- | ------------------ | ------------------ | ------------------ | ----------- | ----------- | ----------- | ------ | ------ |
| 2007-2008                  | AGOVV                      | EE                         | 19         | 2          | CO              | 1               | 0               | -                  | -                  | -                  | -           | -           | -           | 20     | 2      |
| 2008-2009                  | AGOVV                      | EE                         | 34         | 9          | CO              | 2               | 0               | -                  | -                  | -                  | -           | -           | -           | 36     | 9      |
| 2009-2010                  | AGOVV                      | EE                         | 37+2       | 17+0       | CO              | 1               | 1               | -                  | -                  | -                  | -           | -           | -           | 40     | 18     |
| Totale AGOVV               | Totale AGOVV               | Totale AGOVV               | 90+2       | 28         |                 | 4               | 1               |                    | -                  | -                  |             | -           | -           | 96     | 29     |
| 2010-2011                  | Twente                     | ED                         | 33         | 7          | CO              | 6               | 3               | UCL+UEL            | 6+5                | 3+0                | SO          | 0           | 0           | 50     | 13     |
| 2011-2012                  | Twente                     | ED                         | 23         | 6          | CO              | 2               | 1               | UCL+UEL            | 0+10               | 0+2                | -           | -           | -           | 35     | 9      |
| 2012-2013                  | Twente                     | ED                         | 22         | 10         | CO              | 2               | 0               | UEL                | 14                 | 8                  | -           | -           | -           | 38     | 18     |
| Totale Twente              | Totale Twente              | Totale Twente              | 78         | 23         |                 | 10              | 4               |                    | 35                 | 13                 |             | -           | -           | 123    | 40     |
| 2013-2014                  | Tottenham                  | PL                         | 24         | 1          | FACup+CdL       | 1+3             | 0+1             | UEL                | 6                  | 3                  | -           | -           | -           | 34     | 5      |
| 2014-2015                  | Tottenham                  | PL                         | 35         | 11         | FACup+CdL       | 2+3             | 1+1             | UEL                | 5                  | 0                  | -           | -           | -           | 45     | 13     |
| 2015-2016                  | Tottenham                  | PL                         | 29         | 3          | FACup+CdL       | 4+1             | 3+0             | UEL                | 6                  | 1                  | -           | -           | -           | 40     | 7      |
| Totale Tottenham           | Totale Tottenham           | Totale Tottenham           | 88         | 15         |                 | 14              | 6               |                    | 17                 | 4                  |             | 0           | 0           | 119    | 25     |
| 2016-2017                  | West Bromwich              | PL                         | 31         | 5          | FACup+CdL       | 1+0             | 0               | -                  | -                  | -                  | -           | -           | -           | 32     | 5      |
| 2017-2018                  | West Bromwich              | PL                         | 5          | 1          | FACup+CdL       | 0+1             | 0               | -                  | -                  | -                  | -           | -           | -           | 6      | 1      |
| Totale West Bromwich       | Totale West Bromwich       | Totale West Bromwich       | 36         | 6          |                 | 2               | 0               |                    | -                  | -                  |             | -           | -           | 38     | 6      |
| 2018-2019                  | Monaco                     | L1                         | 16         | 0          | CF+CdL          | 0+1             | 0               | UCL                | 5                  | 0                  | SF          | 0           | 0           | 22     | 0      |
| 2019-2020                  | Anderlecht                 | PLb                        | 17         | 8          | CdB             | 2               | 0               |                    | -                  | -                  |             | -           | -           | 19     | 8      |
| 2020-2021                  | Başakşehir                 | SL                         | 18         | 3          | TK              | 1               | 1               | UCL                | 3                  | 0                  |             | -           | -           | 22     | 4      |
| 2021-2022                  | Başakşehir                 | SL                         | 28         | 1          | TK              | 0               | 0               | -                  | -                  | -                  | -           | -           | -           | 28     | 1      |
| ago. 2022                  | Başakşehir                 | SL                         | 1          | 1          | TK              | 0               | 0               | -                  | -                  | -                  | -           | -           | -           | 1      | 1      |
| Totale İstanbul Başakşehir | Totale İstanbul Başakşehir | Totale İstanbul Başakşehir | 47         | 5          |                 | 1               | 1               |                    | 3                  | 0                  |             | -           | -           | 51     | 6      |
| 2022-2023                  | Westerlo                   | D1                         | 27         | 6          | CB              | 1               | 0               | -                  | -                  | -                  | -           | -           | -           | 28     | 6      |
| 2023-2024                  | Westerlo                   | D1                         | 7          | 0          | CB              | 1               | 0               | -                  | -                  | -                  | -           | -           | -           | 8      | 0      |
| Totale Westerlo            | Totale Westerlo            | Totale Westerlo            | 34         | 6          |                 | 2               | 0               |                    | -                  | -                  |             | -           | -           | 36     | 6      |
| Totale carriera            | Totale carriera            | Totale carriera            | 408        | 91         |                 | 36              | 12              |                    | 60                 | 17                 |             | 0           | 0           | 504    | 120    |

### Cronologia presenze e reti in nazionale

#### Marocco
| Cronologia completa delle presenze e delle reti in nazionale ― Marocco | Cronologia completa delle presenze e delle reti in nazionale ― Marocco | Cronologia completa delle presenze e delle reti in nazionale ― Marocco | Cronologia completa delle presenze e delle reti in nazionale ― Marocco | Cronologia completa delle presenze e delle reti in nazionale ― Marocco | Cronologia completa delle presenze e delle reti in nazionale ― Marocco | Cronologia completa delle presenze e delle reti in nazionale ― Marocco | Cronologia completa delle presenze e delle reti in nazionale ― Marocco |
| Data                                                                   | Città                                                                  | In casa                                                                | Risultato                                                              | Ospiti                                                                 | Competizione                                                           | Reti                                                                   | Note                                                                   |
| ---------------------------------------------------------------------- | ---------------------------------------------------------------------- | ---------------------------------------------------------------------- | ---------------------------------------------------------------------- | ---------------------------------------------------------------------- | ---------------------------------------------------------------------- | ---------------------------------------------------------------------- | ---------------------------------------------------------------------- |
| 17-11-2010                                                             | Belfast                                                                | Irlanda del Nord                                                       | 1 – 1                                                                  | Marocco                                                                | Amichevole                                                             | -                                                                      | 78’                                                                    |
| Totale                                                                 |                                                                        | Presenze                                                               | 1                                                                      |                                                                        | Reti                                                                   | 0                                                                      |                                                                        |

#### Belgio
| Cronologia completa delle presenze e delle reti in nazionale ― Belgio | Cronologia completa delle presenze e delle reti in nazionale ― Belgio | Cronologia completa delle presenze e delle reti in nazionale ― Belgio | Cronologia completa delle presenze e delle reti in nazionale ― Belgio | Cronologia completa delle presenze e delle reti in nazionale ― Belgio | Cronologia completa delle presenze e delle reti in nazionale ― Belgio | Cronologia completa delle presenze e delle reti in nazionale ― Belgio | Cronologia completa delle presenze e delle reti in nazionale ― Belgio |
| Data                                                                  | Città                                                                 | In casa                                                               | Risultato                                                             | Ospiti                                                                | Competizione                                                          | Reti                                                                  | Note                                                                  |
| --------------------------------------------------------------------- | --------------------------------------------------------------------- | --------------------------------------------------------------------- | --------------------------------------------------------------------- | --------------------------------------------------------------------- | --------------------------------------------------------------------- | --------------------------------------------------------------------- | --------------------------------------------------------------------- |
| 9-2-2011                                                              | Gand                                                                  | Belgio                                                                | 1 – 1                                                                 | Finlandia                                                             | Amichevole                                                            | -                                                                     | 59’                                                                   |
| 25-3-2011                                                             | Vienna                                                                | Austria                                                               | 0 – 2                                                                 | Belgio                                                                | Qual. Euro 2012                                                       | -                                                                     |                                                                       |
| 29-3-2011                                                             | Bruxelles                                                             | Belgio                                                                | 4 – 1                                                                 | Azerbaigian                                                           | Qual. Euro 2012                                                       | 1                                                                     |                                                                       |
| 3-6-2011                                                              | Bruxelles                                                             | Belgio                                                                | 1 – 1                                                                 | Turchia                                                               | Qual. Euro 2012                                                       | -                                                                     |                                                                       |
| 11-11-2011                                                            | Liegi                                                                 | Belgio                                                                | 2 – 1                                                                 | Romania                                                               | Amichevole                                                            | -                                                                     | 66’                                                                   |
| 15-11-2011                                                            | Saint-Denis                                                           | Francia                                                               | 0 – 0                                                                 | Belgio                                                                | Amichevole                                                            | -                                                                     | 62’                                                                   |
| 29-2-2012                                                             | Candia                                                                | Grecia                                                                | 1 – 1                                                                 | Belgio                                                                | Amichevole                                                            | 1                                                                     |                                                                       |
| 2-6-2012                                                              | Londra                                                                | Inghilterra                                                           | 1 – 0                                                                 | Belgio                                                                | Amichevole                                                            | -                                                                     | 59’                                                                   |
| 15-8-2012                                                             | Bruxelles                                                             | Belgio                                                                | 4 – 2                                                                 | Paesi Bassi                                                           | Amichevole                                                            | -                                                                     | 67’                                                                   |
| 12-10-2012                                                            | Belgrado                                                              | Serbia                                                                | 0 – 3                                                                 | Belgio                                                                | Qual. Mondiali 2014                                                   | -                                                                     |                                                                       |
| 16-10-2012                                                            | Bruxelles                                                             | Belgio                                                                | 2 – 0                                                                 | Scozia                                                                | Qual. Mondiali 2014                                                   | -                                                                     | 81’                                                                   |
| 22-3-2013                                                             | Skopje                                                                | Macedonia                                                             | 0 – 2                                                                 | Belgio                                                                | Qual. Mondiali 2014                                                   | -                                                                     | 85’                                                                   |
| 26-3-2013                                                             | Bruxelles                                                             | Belgio                                                                | 1 – 0                                                                 | Macedonia                                                             | Qual. Mondiali 2014                                                   | -                                                                     | 55’                                                                   |
| 7-6-2013                                                              | Bruxelles                                                             | Belgio                                                                | 2 – 1                                                                 | Serbia                                                                | Qual. Mondiali 2014                                                   | -                                                                     |                                                                       |
| 14-8-2013                                                             | Bruxelles                                                             | Belgio                                                                | 0 – 0                                                                 | Francia                                                               | Amichevole                                                            | -                                                                     | 72’                                                                   |
| 6-9-2013                                                              | Glasgow                                                               | Scozia                                                                | 0 – 2                                                                 | Belgio                                                                | Qual. Mondiali 2014                                                   | -                                                                     |                                                                       |
| 11-10-2013                                                            | Zagabria                                                              | Croazia                                                               | 1 – 2                                                                 | Belgio                                                                | Qual. Mondiali 2014                                                   | -                                                                     | 69’                                                                   |
| 15-10-2013                                                            | Bruxelles                                                             | Belgio                                                                | 1 – 1                                                                 | Galles                                                                | Qual. Mondiali 2014                                                   | -                                                                     | 58’                                                                   |
| 26-5-2014                                                             | Genk                                                                  | Belgio                                                                | 5 – 1                                                                 | Lussemburgo                                                           | Amichevole                                                            | 1                                                                     | 46’                                                                   |
| 1-6-2014                                                              | Solna                                                                 | Svezia                                                                | 0 – 2                                                                 | Belgio                                                                | Amichevole                                                            | -                                                                     | 68’                                                                   |
| 7-6-2014                                                              | Bruxelles                                                             | Belgio                                                                | 1 – 0                                                                 | Tunisia                                                               | Amichevole                                                            | -                                                                     | 62’                                                                   |
| 17-6-2014                                                             | Belo Horizonte                                                        | Algeria                                                               | 1 – 2                                                                 | Belgio                                                                | Mondiali 2014 - 1º turno                                              | -                                                                     | 46’                                                                   |
| 26-6-2014                                                             | San Paolo                                                             | Corea del Sud                                                         | 0 – 1                                                                 | Belgio                                                                | Mondiali 2014 - 1º turno                                              | -                                                                     | 60’                                                                   |
| 1-7-2014                                                              | Salvador                                                              | Stati Uniti                                                           | 1 – 2 dts                                                             | Belgio                                                                | Mondiali 2014 - Ottavi di finale                                      | -                                                                     | 111’                                                                  |
| 5-7-2014                                                              | Brasilia                                                              | Argentina                                                             | 1 – 0                                                                 | Belgio                                                                | Mondiali 2014 - Quarti di finale                                      | -                                                                     | 75’                                                                   |
| 4-9-2014                                                              | Liegi                                                                 | Belgio                                                                | 2 – 0                                                                 | Australia                                                             | Amichevole                                                            | -                                                                     | 63’                                                                   |
| 10-10-2014                                                            | Bruxelles                                                             | Belgio                                                                | 6 – 0                                                                 | Andorra                                                               | Qual. Euro 2016                                                       | 1                                                                     | 61’                                                                   |
| 16-11-2014                                                            | Bruxelles                                                             | Belgio                                                                | 0 – 0                                                                 | Galles                                                                | Qual. Euro 2016                                                       | -                                                                     | 62’                                                                   |
| 31-3-2015                                                             | Gerusalemme                                                           | Israele                                                               | 0 – 1                                                                 | Belgio                                                                | Qual. Euro 2016                                                       | -                                                                     | 63’                                                                   |
| 7-6-2015                                                              | Saint-Denis                                                           | Francia                                                               | 3 – 4                                                                 | Belgio                                                                | Amichevole                                                            | -                                                                     | 77’                                                                   |
| 10-10-2015                                                            | Andorra la Vella                                                      | Andorra                                                               | 1 – 4                                                                 | Belgio                                                                | Qual. Euro 2016                                                       | -                                                                     | 72’                                                                   |
| 29-3-2016                                                             | Leiria                                                                | Portogallo                                                            | 2 – 1                                                                 | Belgio                                                                | Amichevole                                                            | -                                                                     |                                                                       |
| 10-10-2016                                                            | Faro                                                                  | Gibilterra                                                            | 0 – 6                                                                 | Belgio                                                                | Qual. Mondiali 2018                                                   | -                                                                     | 53’                                                                   |
| 25-3-2017                                                             | Bruxelles                                                             | Belgio                                                                | 1 – 1                                                                 | Grecia                                                                | Qual. Mondiali 2018                                                   | -                                                                     |                                                                       |
| 28-3-2017                                                             | Soči                                                                  | Russia                                                                | 3 – 3                                                                 | Belgio                                                                | Amichevole                                                            | -                                                                     | 77’                                                                   |
| 5-6-2017                                                              | Bruxelles                                                             | Belgio                                                                | 2 – 1                                                                 | Rep. Ceca                                                             | Amichevole                                                            | -                                                                     |                                                                       |
| 9-6-2017                                                              | Tallinn                                                               | Estonia                                                               | 0 – 2                                                                 | Belgio                                                                | Qual. Mondiali 2018                                                   | 1                                                                     |                                                                       |
| 3-9-2017                                                              | Atene                                                                 | Grecia                                                                | 1 – 2                                                                 | Belgio                                                                | Qual. Mondiali 2018                                                   | -                                                                     | 79’                                                                   |
| 7-10-2017                                                             | Sarajevo                                                              | Bosnia ed Erzegovina                                                  | 3 – 4                                                                 | Belgio                                                                | Qual. Mondiali 2018                                                   | -                                                                     |                                                                       |
| 10-10-2017                                                            | Bruxelles                                                             | Belgio                                                                | 4 – 0                                                                 | Cipro                                                                 | Qual. Mondiali 2018                                                   | -                                                                     |                                                                       |
| 10-11-2017                                                            | Bruxelles                                                             | Belgio                                                                | 3 – 3                                                                 | Messico                                                               | Amichevole                                                            | -                                                                     |                                                                       |
| 14-11-2017                                                            | Bruges                                                                | Belgio                                                                | 1 – 0                                                                 | Giappone                                                              | Amichevole                                                            | -                                                                     | 84’                                                                   |
| 2-6-2018                                                              | Bruxelles                                                             | Belgio                                                                | 0 – 0                                                                 | Portogallo                                                            | Amichevole                                                            | -                                                                     | 46’                                                                   |
| 6-6-2018                                                              | Bruxelles                                                             | Belgio                                                                | 3 – 0                                                                 | Egitto                                                                | Amichevole                                                            | -                                                                     | 46’                                                                   |
| 11-6-2018                                                             | Bruxelles                                                             | Belgio                                                                | 4 – 1                                                                 | Costa Rica                                                            | Amichevole                                                            | -                                                                     | 46’                                                                   |
| 18-6-2018                                                             | Soči                                                                  | Belgio                                                                | 3 – 0                                                                 | Panama                                                                | Mondiali 2018 - 1º turno                                              | -                                                                     | 90’                                                                   |
| 28-6-2018                                                             | Kaliningrad                                                           | Inghilterra                                                           | 0 – 1                                                                 | Belgio                                                                | Mondiali 2018 - 1º turno                                              | -                                                                     |                                                                       |
| 2-7-2018                                                              | Rostov                                                                | Belgio                                                                | 3 – 2                                                                 | Giappone                                                              | Mondiali 2018 - Ottavi di finale                                      | 1                                                                     | 65’                                                                   |
| 6-7-2018                                                              | Kazan'                                                                | Brasile                                                               | 1 – 2                                                                 | Belgio                                                                | Mondiali 2018 - Quarti di finale                                      | -                                                                     | 83’                                                                   |
| 10-7-2018                                                             | San Pietroburgo                                                       | Francia                                                               | 1 – 0                                                                 | Belgio                                                                | Mondiali 2018 - Semifinale                                            | -                                                                     | 90+1’                                                                 |
| 14-7-2018                                                             | San Pietroburgo                                                       | Belgio                                                                | 2 – 0                                                                 | Inghilterra                                                           | Mondiali 2018 - Finale 3º posto                                       | -                                                                     | 39’                                                                   |
| 11-9-2018                                                             | Reykjavík                                                             | Islanda                                                               | 0 – 3                                                                 | Belgio                                                                | UEFA Nations League 2018-2019 - 1º turno                              | -                                                                     | 70’                                                                   |
| 12-10-2018                                                            | Bruxelles                                                             | Belgio                                                                | 2 – 1                                                                 | Svizzera                                                              | UEFA Nations League 2018-2019 - 1º turno                              | -                                                                     | 76’                                                                   |
| 16-10-2018                                                            | Bruxelles                                                             | Belgio                                                                | 1 – 1                                                                 | Paesi Bassi                                                           | Amichevole                                                            | -                                                                     |                                                                       |
| 18-11-2018                                                            | Lucerna                                                               | Svizzera                                                              | 5 – 2                                                                 | Belgio                                                                | UEFA Nations League 2018-2019 - 1º turno                              | -                                                                     | 65’                                                                   |
| 21-3-2019                                                             | Bruxelles                                                             | Belgio                                                                | 3 – 1                                                                 | Russia                                                                | Qual. Euro 2020                                                       | -                                                                     | 84’                                                                   |
| 6-9-2019                                                              | Serravalle                                                            | San Marino                                                            | 0 – 4                                                                 | Belgio                                                                | Qual. Euro 2020                                                       | 1                                                                     | 56’                                                                   |
| 9-9-2019                                                              | Glasgow                                                               | Scozia                                                                | 0 – 4                                                                 | Belgio                                                                | Qual. Euro 2020                                                       | -                                                                     | 77’                                                                   |
| 10-10-2019                                                            | Bruxelles                                                             | Belgio                                                                | 9 – 0                                                                 | San Marino                                                            | Qual. Euro 2020                                                       | 1                                                                     |                                                                       |
| 11-11-2020                                                            | Lovanio                                                               | Belgio                                                                | 2 – 1                                                                 | Svizzera                                                              | Amichevole                                                            | -                                                                     | 58’                                                                   |
| 18-11-2020                                                            | Lovanio                                                               | Belgio                                                                | 4 – 2                                                                 | Danimarca                                                             | UEFA Nations League 2020-2021 - 1º turno                              | -                                                                     |                                                                       |
| 27-3-2021                                                             | Praga                                                                 | Rep. Ceca                                                             | 1 – 1                                                                 | Belgio                                                                | Qual. Mondiali 2022                                                   | -                                                                     | 56’                                                                   |
| 3-6-2021                                                              | Bruxelles                                                             | Belgio                                                                | 1 – 1                                                                 | Grecia                                                                | Amichevole                                                            | -                                                                     | 74’                                                                   |
| 6-6-2021                                                              | Bruxelles                                                             | Belgio                                                                | 1 – 0                                                                 | Croazia                                                               | Amichevole                                                            | -                                                                     | 71’                                                                   |
| 21-6-2021                                                             | San Pietroburgo                                                       | Finlandia                                                             | 0 – 2                                                                 | Belgio                                                                | Euro 2020 - 1º turno                                                  | -                                                                     |                                                                       |
| 2-7-2021                                                              | Monaco di Baviera                                                     | Belgio                                                                | 1 – 2                                                                 | Italia                                                                | Euro 2020 - Quarti di finale                                          | -                                                                     | 69’ 74’                                                               |
| Totale                                                                |                                                                       | Presenze                                                              | 66                                                                    |                                                                       | Reti                                                                  | 8                                                                     |                                                                       |

## Palmarès
- Coppa dei Paesi Bassi: 1

Twente: 2010-2011